# 2e division SS Das Reich

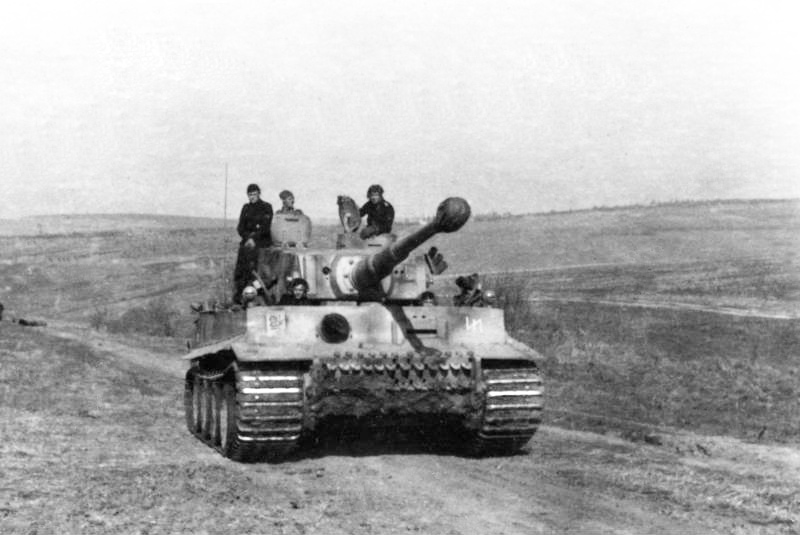
Char Tigre de la 8e compagnie du SS-Panzer-Regiment 2 « » en avril 1943 après la reprise de Belgorod, avec à droite du front de caisse l'emblème de la division.

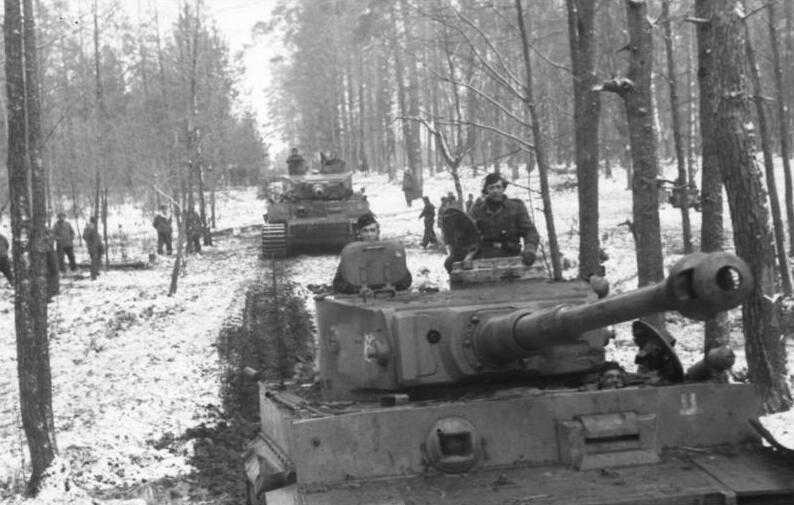
Chars Tigre dans une forêt d'Ukraine à l'ouest du Dniepr, en décembre 1943. L'emblème porté par la division pendant la seconde moitié de l'année 1943 est également visible à droite du front de caisse.

Pour les articles homonymes, voir 2e division et Das Reich.
La 2e division SS « Das Reich » ou division « Das Reich » (appellations allemandes successives : la SS-Verfügungsdivision, puis la SS-Division « Reich » (mot.), puis la SS-Panzer-Grenadier-Division « Das Reich » et enfin la 2. SS-Panzer-Division « Das Reich ») est l'une des 38 divisions de la Waffen-SS durant la Seconde Guerre mondiale, composée de volontaires et de Volksdeutsche, notamment des Alsaciens-Mosellans incorporés de force pour la plupart.
La division, formée en 1939, prend part en 1940 à la  Campagne de France, puis en 1941 à l'invasion des Balkans et à celle de l'URSS. En novembre 1942, elle contribue à l'assaut sur le port de Toulon. Renvoyée sur le front de l'Est début 1943, elle participe activement à la reprise de Kharkov, puis à la bataille de Koursk et à la défense de l'Ukraine. En 1944, durement éprouvée  sur le front de l'Est, elle vient se reformer près de Montauban dans le Sud-Ouest de la France ; elle combat en Normandie notamment lors de la contre-attaque de Mortain et sort très diminuée de la poche de Falaise et de la retraite qui suit. À la fin de l'année 1944, la division repart à l'offensive lors de la bataille des Ardennes. Début 1945, elle retourne en Europe centrale, où elle participe à une tentative pour briser le siège de Budapest. Après divers combats défensifs, les restes de la division se rendent aux Américains en mai 1945.
Connue pour sa valeur combative, la division l'est également pour sa brutalité, ses nombreuses violences et crimes de guerre commis sur le front de l'Est et en France, où son nom reste indissociable des massacres commis en juin 1944 notamment à Tulle et à Oradour-sur-Glane.

## Formation
Formée en 1939 à partir de trois régiments SS, « Deutschland », « Der Führer » et « Germania ».

## Désignations successives
- août 1939 (unité mixte Heer / SS) : Panzer-Division Kempf
- 10 octobre 1939 : SS-Division Verfügungstruppe (SS-VT) (mot.)
- 21 décembre 1940 : SS-Division « Reich » (mot.)
- 15 octobre 1942 : SS-Division « Das Reich » (mot.)
- 9 novembre 1942 : SS-Panzergrenadier-Division « Das Reich »
- 23 octobre 1943 : 2. SS-Panzer-Division « Das Reich »

### SS-DivisionVerfügungstruppe(1939)
Composée comme suit :
- SS-Standarte « Deutschland »
- SS-Standarte « Germania »
- SS-Standarte « Der Führer »
- SS-Nachrichtensturmbann
- SS-Artillerie-Standarte
- SS-Aufklärungs-Abteilung
- SS-Pioniersturmbann

### SS-Division «Reich» (mot.) (1941)
Composée comme suit :

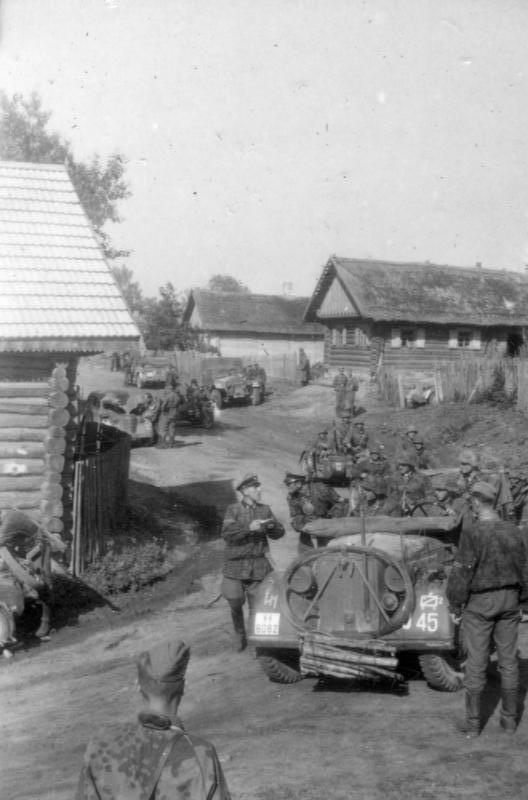
En URSS, fin juin 1941.

- SS-Regiment « Der Führer »
- SS-Regiment « Deutschland »
- SS-Infanterie-Regiment 11
  - Flak-MG-Bataillon SS-Division Reich
  - Kradschützen-Abteilung SS-Division Reich
  - Artillerie-Regiment SS-Division Reich
  - Aufklärung-Abteilung SS-Division Reich
  - Panzerjäger-Bataillon SS-Division Reich
  - Pionier-Bataillon SS-Division Reich
    - Sturmgeschütz-Batterie SS-Division Reich

  - Nachrichten-Abteilung SS-Division Reich
  - Nachschubtruppen SS-Division Reich

### SS-Panzergrenadierdivision «Das Reich» (1943)
Composée comme suit :

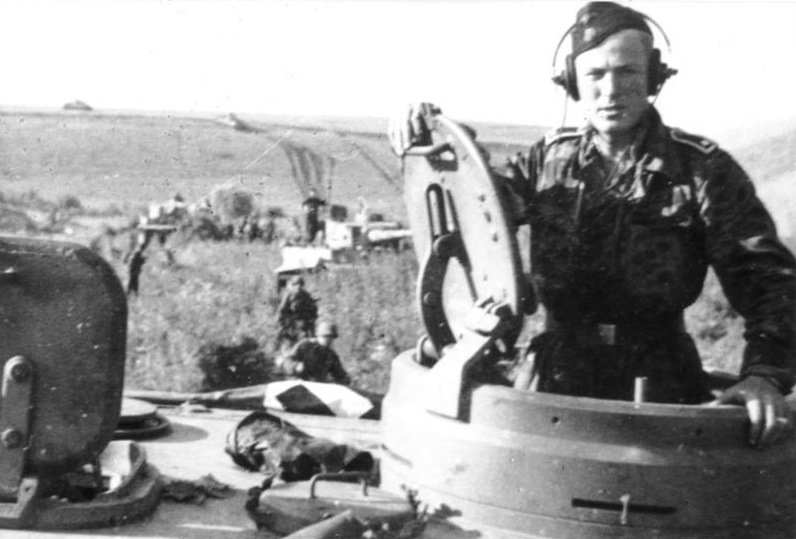
Chef de char Tigre de la division « » à Koursk en 1943.

- SS-Panzer-Regiment 2 « Das Reich »
- SS-Panzergrenadier Regiment 3 « Deutschland »
- SS-Panzergrenadier-Regiment 4 « Der Führer »
- SS-Panzer-Artillerie Regiment 2
  - SS-Flak-Artillerie-Abteilung 2
  - SS-Sturmgeschütz-Abteilung 2
  - SS-Nebelwerfer-Abteilung 2
  - SS-Panzer-Aufklärungs-Abteilung 2
  - SS-Panzerjäger-Abteilung 2
  - SS-Panzer-Pionier-Bataillon 2
  - SS-Panzer-Nachrichten-Abteilung 2
  - SS-Versorgungs-Einheiten 2

### 2. SS-Panzer-Division «Das Reich» (1944)
Composée d'environ 19 185 hommes au total :

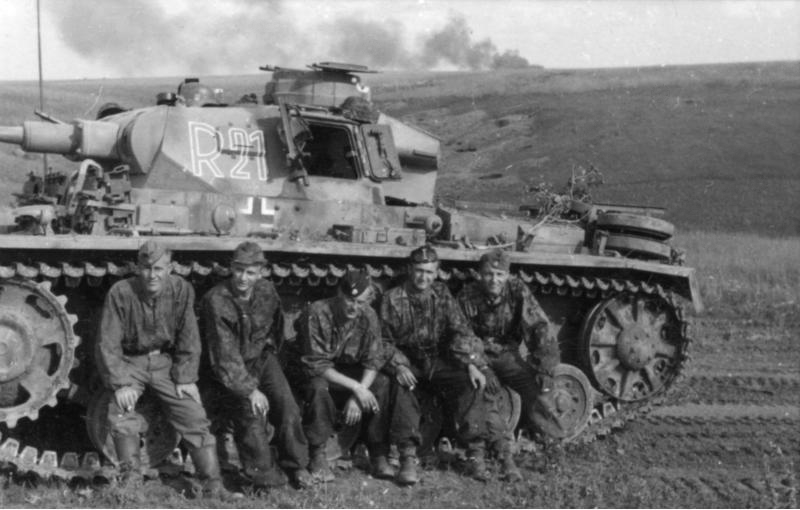
Panzer III de la « » à Koursk, juillet 1943. Ce char constitue la majorité du parc blindé de la division à son retour à l'est en février 1943. Surclassé par les antichars soviétiques, les Panzer III souffrent beaucoup, en particulier lors de l'opération Zitadelle. Dès lors le Panzer IV puis le « Panther » les remplacent dans les effectifs.

- Quartier général : 140 hommes. Heinz Lammerding, commandant de la division en juin 1944 ;
- SS-Panzer-Regiment 2 : 2 400 hommes (un bataillon de chars Panzer IV ; un bataillon de chars Panzer V « Panther ») ;
- SS-Panzergrenadier-Regiment 3 « Deutschland » : 3 240 hommes (trois bataillons motorisés) ;
- SS-Panzergrenadier-Regiment 4 « Der Führer » : 3 240 hommes (deux bataillons motorisés et un mécanisé). Sylvester Stadler, commandant du régiment ; Adolf Diekmann, commandant du I. bataillon et Otto Weidinger qui devient le commandant du régiment le 14 juin ;
- SS-Panzer-Artillerie-Regiment 2 : 2 165 hommes (un groupe autopropulsé et trois groupes tractés) ;
- SS-Panzerjäger-Abteilung 2 (en français : « bataillon antichar autopropulsé ») : 515 hommes ;
- SS-Flak-Abteilung 2 (en français : « groupe DCA ») : 825 hommes ;
- SS-« Nebel »werfer-Abteilung 2 (bataillon lance-roquettes) : 475 hommes ;
- SS-Sturmgeschütz-Abteilung 2 (bataillon de canons d'assaut autopropulsés) : 345 hommes. Karl Gerlach, commandant le 9 juin 1944 ;
- SS-Aufklärungs-Abteilung 2 (bataillon de reconnaissance) : 940 hommes. Helmut Kämpfe, commandant le 9 juin 1944 ;
- SS-Pionier-Bataillon 2 (bataillon du génie) : 985 hommes ;
- SS-Nachrichten-Abteilung 2 (bataillon de transmissions) : 515 hommes ;
- Autres unités : bataillon de remplacement (infanterie, Feldersatz-Bataillon) : 950 hommes ; troupes de remplacement (chars) : 800 hommes ; transport, approvisionnement, santé, maintenance : 1 500 hommes ; courrier, prévôté, etc. : 150 hommes ; soit en tout 3 400 hommes.

## Liste des commandants successifs

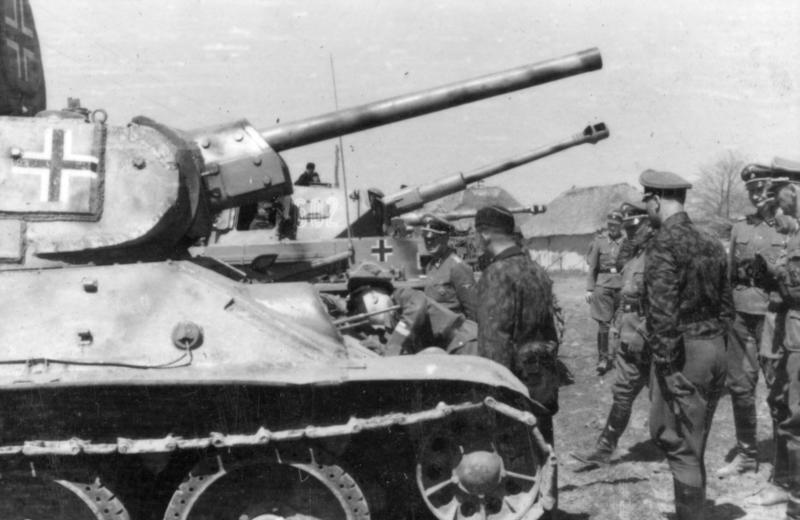
La division « » a capturé suffisamment de chars T-34 pour former le 3e bataillon du 2e régiment de panzers.

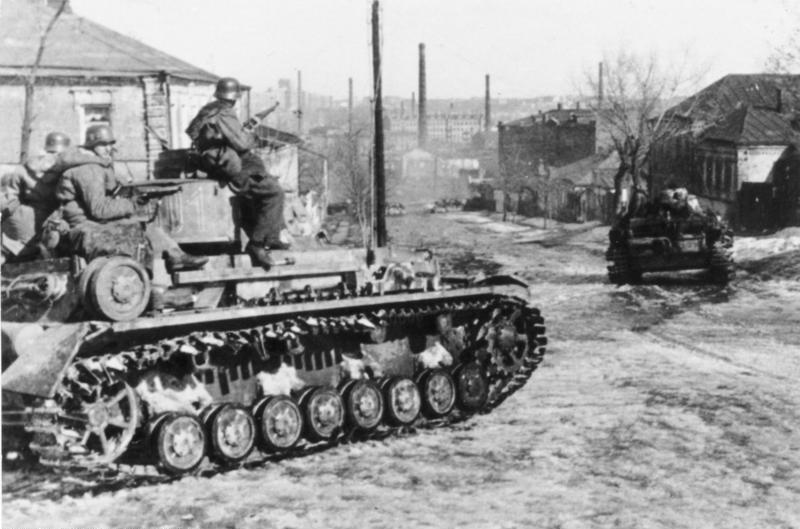
Un Panzer IV de la « » dans Kharkov en mars 1943. Le Panzer IV est le principal char d'assaut de la division en 1943, quoiqu'en nombre plus faible que le Panzer III en début d'année. Il reste toutefois bien moins photographié que le « Tigre » alors que celui-ci est en fait minoritaire dans la division.

| Début            | Fin              | Grade (en fin de chaque période de commandement) | Nom                       |
| ---------------- | ---------------- | ------------------------------------------------ | ------------------------- |
| 19 octobre 1939  | 14 octobre 1941  | Obergruppenführer                                | Paul Hausser              |
| 14 octobre       | 31 décembre 1941 | Brigadeführer                                    | Wilhelm Bittrich          |
| 31 décembre 1941 | 19 avril 1942    | Brigadeführer                                    | Matthias Kleinheisterkamp |
| 19 avril 1942    | 10 février 1943  | Gruppenführer                                    | Georg Keppler             |
| 10 février       | 18 mars 1943     | Oberführer                                       | Herbert-Ernst Vahl        |
| 18 mars          | 29 mars 1943     | Standartenführer                                 | Kurt Brasack              |
| 29 mars          | 23 octobre 1943  | Gruppenführer                                    | Walter Krüger             |
| 23 octobre 1943  | 24 juillet 1944  | Brigadeführer                                    | Heinz Lammerding          |
| 24 juillet       | 28 juillet 1944  | Obersturmbannführer                              | Christian Tychsen         |
| 28 juillet       | 23 octobre 1944  | Standartenführer                                 | Otto Baum                 |
| 23 octobre 1944  | 20 janvier 1945  | Gruppenführer                                    | Heinz Lammerding          |
| 20 janvier       | 29 janvier 1945  | Standartenführer                                 | Karl Kreutz               |
| 29 janvier       | 9 mars 1945      | Gruppenführer                                    | Werner Ostendorff         |
| 9 mars           | 13 avril 1945    | Standartenführer                                 | Rudolf Lehmann            |
| 13 avril         | 8 mai 1945       | Standartenführer                                 | Karl Kreutz               |

## Théâtres d'opération

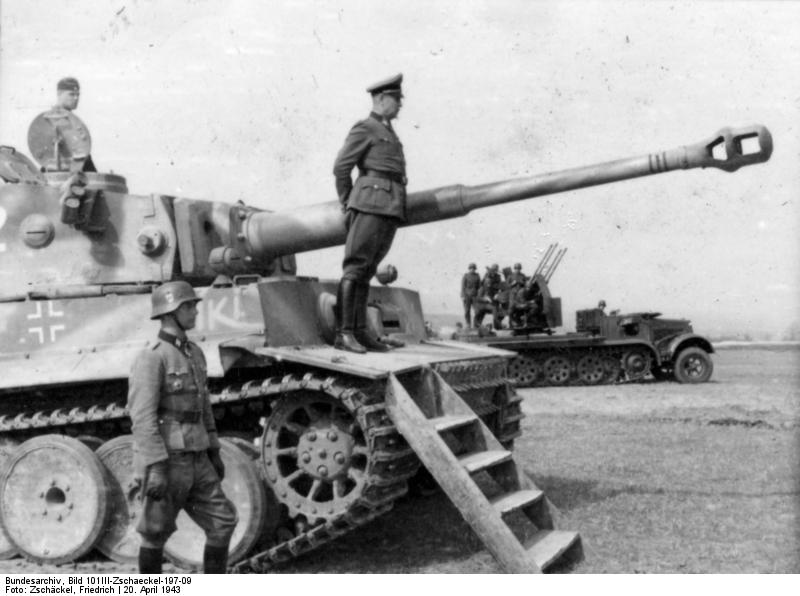

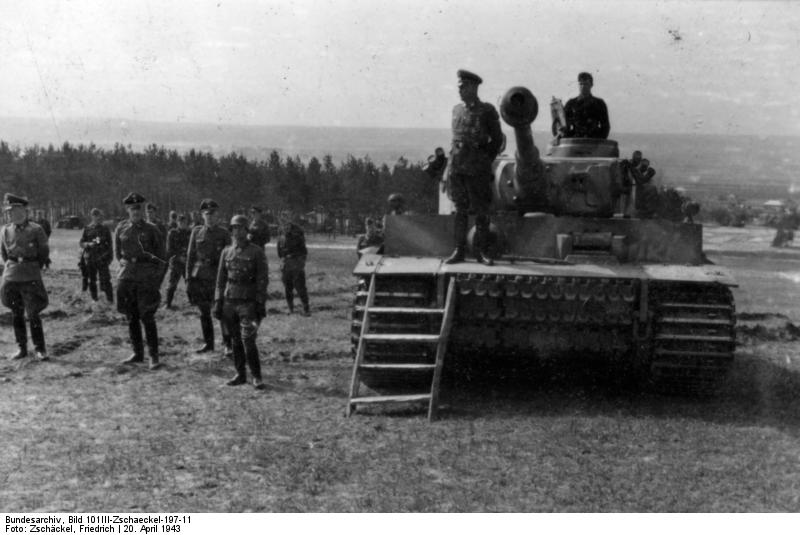
Walter Krüger, qui vient de prendre la tête de la division le 29 mars 1943-, debout sur un Tigre en avril 1943 (voir les deux photos ci-dessus), après une victoire allemande. Ces chars qui formaient la 8e compagnie du SS-Panzer-Regiment 2 « », furent très efficaces pendant les batailles de Kharkov et de Koursk mais leur nombre réduit et leur faible disponibilité limitèrent leur impact. À l'arrière-plan de la première photo, un 20 mm Flakvierling sur semi-chenillé, utilisé aussi bien pour sa protection anti-aérienne que contre l'infanterie, en raison de sa puissance de feu.

- 1939 : le régiment d'infanterie SS motorisée « Germania » commandée par le général Karl Maria Demelhuber commence la campagne de Pologne en tant que réserve. Elle dépend du VIIIe corps de la 14e armée commandée par le général von Kleist.
- En mars 1941, la division SS « Das Reich » stationne en Roumanie, dans la région de Timișoara.
- Le 6 avril 1941, elle participe à la bataille de Grèce, prend Vršac, combat à Belgrade et participe activement à l'opération Strafgericht (en français, « opération Châtiment »).
  - Du 11 au 13 avril 1941, les SS de la division massacrent civils et prisonniers de guerre yougoslaves dans la région d'Alibunar (actuellement en Serbie). Les estimations sont d'environ deux cents victimes. En février 1945, 51 corps sont retrouvés dans un charnier dans une fosse creusée dans le cimetière attenant à l'église orthodoxe serbe de la ville, 54 autres dans le village proche de Selište[b], la fosse creusée à Alibunar n'ayant pas pu accueillir toutes les victimes. La justification donnée pour ce massacre a été la présence de civils armés lors des combats dans cette zone, notamment à la suite de l'assassinat d'un adjudant de la division[2],[3].
- 22 juin 1941 - octobre 1941 : invasion de l'Union soviétique.
- 22 octobre 1941 au 22 janvier 1942 : bataille de Moscou.
- 27 novembre 1942 : le 2e bataillon participe à l'invasion de Toulon.

- février 1943 - mars 1943 : participe activement à la contre-attaque de Kharkov - Belgorod.
- juillet 1943 - août 1943 : bataille de Koursk :
  - 5 juillet 1943 : opération Zitadelle :
    - 12 juillet : bataille de Prokhorovka ;

  - juillet-août : s'oppose à la contre-offensive soviétique en Ukraine.
- juin-août 1944 : bataille de Normandie :
  - 9 juin 1944 : massacre de Tulle ;
  - 9 juin : massacre d'Argenton-sur-Creuse ;
  - 10 juin : massacre d'Oradour-sur-Glane ;
  - 7-13 août : contre-attaque de Mortain ;
  - août : poche de Falaise.
- 16 décembre 1944-janvier 1945 : bataille des Ardennes.
- janvier 1945 : Hongrie, tentative de dégager la garnison de Budapest.
- 1945 : Allemagne, Tchéquie, Autriche.

Sur le front de l'Est, la division « Das Reich » participe aux opérations d'extermination menées par l'Einsatzgruppe B dans le secteur de Minsk.

## 1943

### Kharkov - Belgorod
Fin 1942, la SS-Panzer-Grenadier-Division est au repos depuis plusieurs mois en France et a reconstitué ses effectifs et son matériel : elle compte plus de 17 000 hommes, 131 chars, majoritairement des Panzer III mais aussi une vingtaine de Panzer IV lang et dix Tiger I (dans la 8e compagnie). L'encerclement de plusieurs armées à Stalingrad pousse Hitler à demander l'envoi du II. SS-Panzerkorps dont elle fait partie (avec la division SS « Totenkopf » et la division « LSSAH ») en renfort au Heeresgruppe « Don » pour libérer les assiégés. Le manque de moyens logistiques ne permet toutefois pas au SS-Panzerkorps d'être sur place à temps pour participer à la tentative de secours. La division SS « Das Reich » est la première arrivée au front, alors déjà repoussé au niveau de la frontière est de l'Ukraine. La division se déploie sur la rivière Oskol où elle est rapidement attaquée le 1er février par les 3e armée blindée et 69e armée soviétiques. La défense tient bon mais l'attaque perdure et risque d'anéantir la division. De plus, les Soviétiques sont sur le point de libérer Kharkov (4e ville la plus peuplée d'URSS) et d'encercler le II. SS-Panzerkorps, à qui Hitler a donné l'ordre de tenir la ville. Finalement Paul Hausser, commandant le II. SS-Panzerkorps, ordonne le repli. Le 15 février la division SS « Das Reich » abandonne ainsi ses positions.

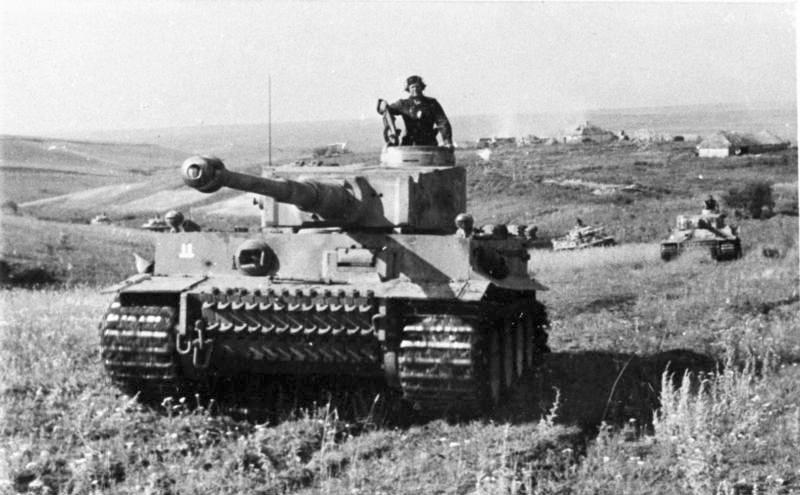
Tigre de la « » à Koursk, avec l'emblème divisionnaire particulier, visible à gauche sur le front de caisse, pris par la division durant l'été et l'automne 1943.

La « Das Reich » contre-attaque alors à Krasnograd, manœuvre pour stabiliser la situation du SS-Panzerkorps. L'attaque est un succès et la 6e armée soviétique est prise au dépourvu sur son flanc nord, tandis que les Allemands passent à la contre offensive dans le secteur de manière généralisée. La « Das Reich » est en pointe du II. SS-Panzerkorps, et avance alors rapidement dans les lignes soviétiques, s'emparant de Pavlohrad le 21 février, ville essentielle dans le ravitaillement de la 6e armée. La division ne s'arrête pas et continue sa progression sur les arrières de la 6e armée qui est alors sur le point d'être anéantie par la contre offensive allemande, et par là même de rétablir le front allemand. La « Das Reich » est alors envoyée, avec la « Totenkopf », sur les arrières de la 3e armée blindée au sud-est de Kharkov l'enfermant dans une poche à l'est de Krasnograd début mars. La « Das Reich » s'enfonce ensuite vers l'est pour élargir le corridor fermant la poche. Bien que la division ait son parc matériel particulièrement éprouvé (ne disposant plus que d'une dizaine de chars en état de marche), elle participe à la reprise de Kharkov du 11 au 12 mars, et notamment à la prise de l'usine de tracteurs de Lossevo. Le 18 mars 1943, des unités de pointes de la « Das Reich » parviennent à Belgorod qui tombe le lendemain, marquant la fin, sous les effets conjugués de l'épuisement et du dégel, de la contre-offensive victorieuse du Heeresgruppe Süd.

### Koursk
Au déclenchement de Zitadelle, la « Das Reich » fait toujours partie du II. SS-Panzerkorps (4e Panzerarmee) dont la composition n'a pas changé, et qui se trouve au cœur de la pince sud de l'attaque allemande sur le saillant de Koursk. La Panzer-Grenadier-Division SS « Das Reich » dispose de 134 panzers dont 8 Tigre, auxquels s'ajoutent 35 StuG ce qui en fait la division allemande la mieux dotée en blindés pour l'offensive. Le 5 juillet la division participe à l'attaque contre les positions tenues par la 52e division d'infanterie de la garde et progresse plutôt bien les 6, 7 et 8 juillet. Toutefois le flanc droit du II. SS-Panzerkorps étant découvert, la progression vers Koursk s'en trouve ralentie. Hermann Hoth, le chef de la 4e Panzerarmee, décide alors de changer l'axe d'attaque de ce Korps vers Prokhorovka. Le 12 juillet, la « Das Reich », qui compte alors 95 engins opérationnels dont un Tigre, est chargée avec la « Leibstandarte SS Adolf Hitler » de s'emparer de la ville, mais n'arrive pas à progresser réellement. Le 15 juillet, la « Das Reich » parvient à faire la jonction avec le III. Panzerkorps sur sa droite, mais échoue à encercler la 69e armée, but de la manœuvre. Quelques jours plus tard, les Soviétiques déclenchent leur contre-offensive contre le Heeresgruppe Süd.

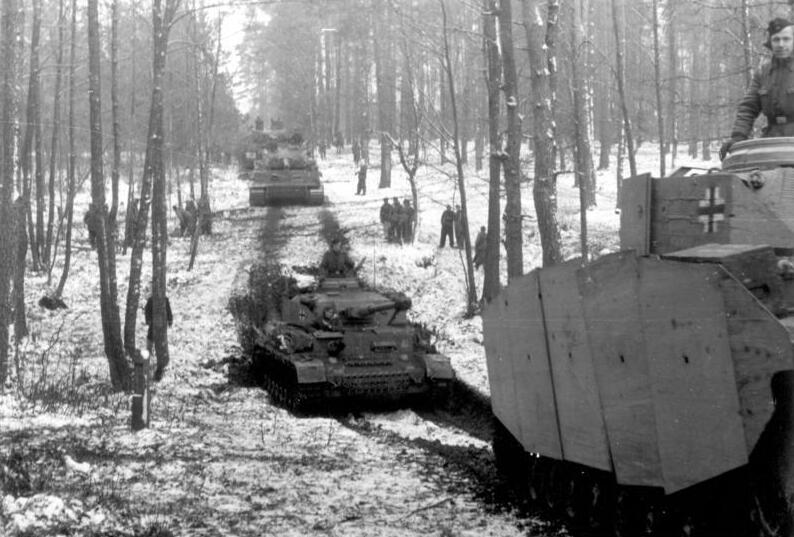
Chars Panzer IV et Tigre de la division évoluant dans une forêt du secteur de Kirovograd (à 250 km au sud-est de Kiev), en décembre 1943.

Zidatelle est alors terminée, et le 17 juillet la « Das Reich » est envoyée avec la « Totenkopf » et le III. Panzerkorps sur le Mious, car les Soviétiques y ont réalisé une percée. Leur intervention rétablit la situation initiale. Mais le 3 août 1943 se déclenche le gros de l'offensive de l'Armée rouge, et la division est amenée à plusieurs reprises à s'opposer aux tentatives d'infiltration en profondeur des unités soviétiques. Elle parvient à peser ponctuellement dans la bataille, notamment avec la « Totenkopf », mais globalement la 4e Panzerarmee et la 8. Armee sont submergées et contraintes au repli.

### Jytomyr
La division est présente lors des combats au sud-ouest de Kiev dans le secteur de Fastiv début novembre, mais elle est alors particulièrement éprouvée, et joue un rôle de second plan lors de la contre-offensive qui amène à la reprise de Jytomyr par les Allemands au cours de ce même mois. Elle se crédite toutefois de son 2000e char détruit pendant l'automne.

## Parcours et massacres dans le Sud de la France

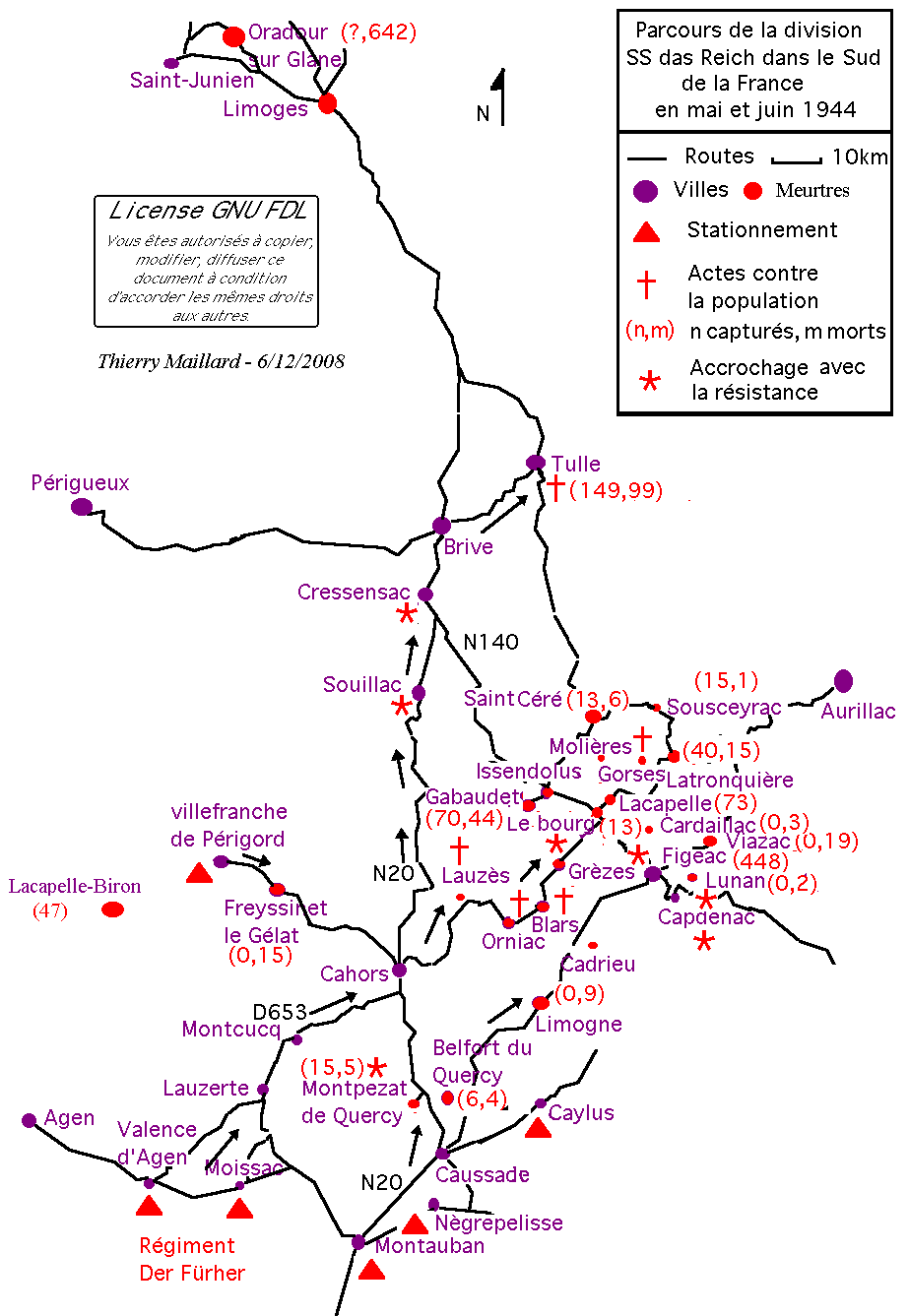
Parcours de la division SS « » dans le Sud de la France en mai et juin 1944.

### Situation en 1944
La division SS « Das Reich » a subi de grosses pertes en hommes et en matériel lors de la bataille de Koursk sur le front de l'Est. Selon le rapport de situation adressé à l'inspecteur général des troupes blindées le 1er décembre 1943 (journal des marches et des opérations BA-MA RH 10/313), il manque 7 972 hommes. Tandis qu'un Kampfgruppe continue à se battre sur le front russe jusqu'en avril 1944, 2 500 hommes, parmi les plus aguerris, sont envoyés en détachement précurseur dans la région de Montauban pour préparer la reconstitution de la grande unité. La division « Das Reich » reçoit progressivement, au cours du printemps et de l'été 1944, hommes et matériels en complément, mais elle n'atteint jamais la dotation théorique complète. Plus de 9 000 jeunes recrues (âgées en général de 17-18 ans) sont incorporées, dont 800 Alsaciens.
À partir des données fournies notamment par le rapport de situation adressé à l’inspecteur général des troupes blindées en juin 1944 (BA-MA RH 10/313 - BA-MA RH 10/112), on peut établir que la 2. SS-Panzer-Division « Das Reich » se trouve dans la situation suivante autour du 10 juin 1944 :
1. Situation d’effectif (après arrivée d’environ 9 000 recrues et des convalescents du front de l'Est) : 17 283 hommes (à la fin juin) ; manque de cadres expérimentés et de techniciens compétents ;
2. Situation d’équipement : manque de matériel, de munitions et de pièces de rechange ; chars Panzer IV : 54 (dont 44 prêts au combat – dotation théorique : 90) – chars « Panther » : 63 (si réception des 24 envoyés fin mai – dotation théorique : 70) – canons automoteurs d’assaut : 41 – pièces d’artillerie automotrices : 11 (6 Wespe, 5 Hummel) – pièces d’artillerie tractées : 22 – pièces antichars de 75 mm (PAK 40) : 21 – pièces de DCA : 36 + 2 pièces quadruples de 20 mm (Q.G.) – canons d’infanterie : 30 – véhicules blindés de combat d'infanterie semi-chenillés « Schutzen Panzerwagen » : 249 (dont 14 en réparation) – camions : 1 821 (dont seulement 617 en état de marche – 768 au 1er juillet…) – etc.

Sources complémentaires : Verteilung der Panzerfahrzeuge, Bd. ab mai 43, BA-MA RH 10/349.

### 2 mai 1944
Le 2 mai 1944, un bataillon de chars s'entraîne près de Montpezat-de-Quercy et des balles sont tirées dans leur direction.
Représailles contre la population civile :
- à Montpezat-de-Quercy : pillages et incendies d'habitations, seize personnes tuées dont une fillette de 2 ans carbonisée et seize déportées (d'après le témoignage écrit de Frédéric Cayrou) ;
- à Belfort-du-Quercy : six personnes arrêtées dont quatre mortes en déportation.

### 11 et 12 mai 1944: région de Figeac
La division reçoit alors l'ordre d'inspecter les voies ferroviaires et les routes en vue d'un mouvement vers le nord.

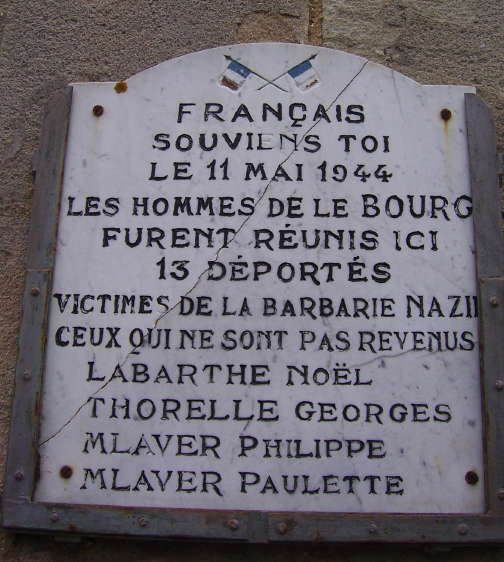
Plaque commémorative de Le Bourg.

Le 11 mai 1944, à l'aube, Adolf Diekmann commandant le 1er bataillon du régiment « Der Führer », part avec son unité des villes de Valence d'Agen et Auvillar.
Ils se dirigent sur la D653 vers le Nord-Ouest du département du Lot. En chemin, dans les villages traversés (Lauzès, Orniac, Blars, Grèzes), ils arrêtent des personnes qui seront déportées. Entre Livernon et Assier, un accrochage se produit entre les SS et les maquisards. À Latronquière, ils brûlent et pillent des maisons. Quarante hommes sont arrêtés parmi la population, quinze mourront en déportation. Quinze hommes sont arrêtés à Sousceyrac. Ils capturent aussi un résistant, André Pezet, qui mourra à la suite de violentes tortures. Les SS se divisent et investissent simultanément plusieurs villages : Cardaillac, Gorses, Molières, et commettent pillages, arrestations et déportations.

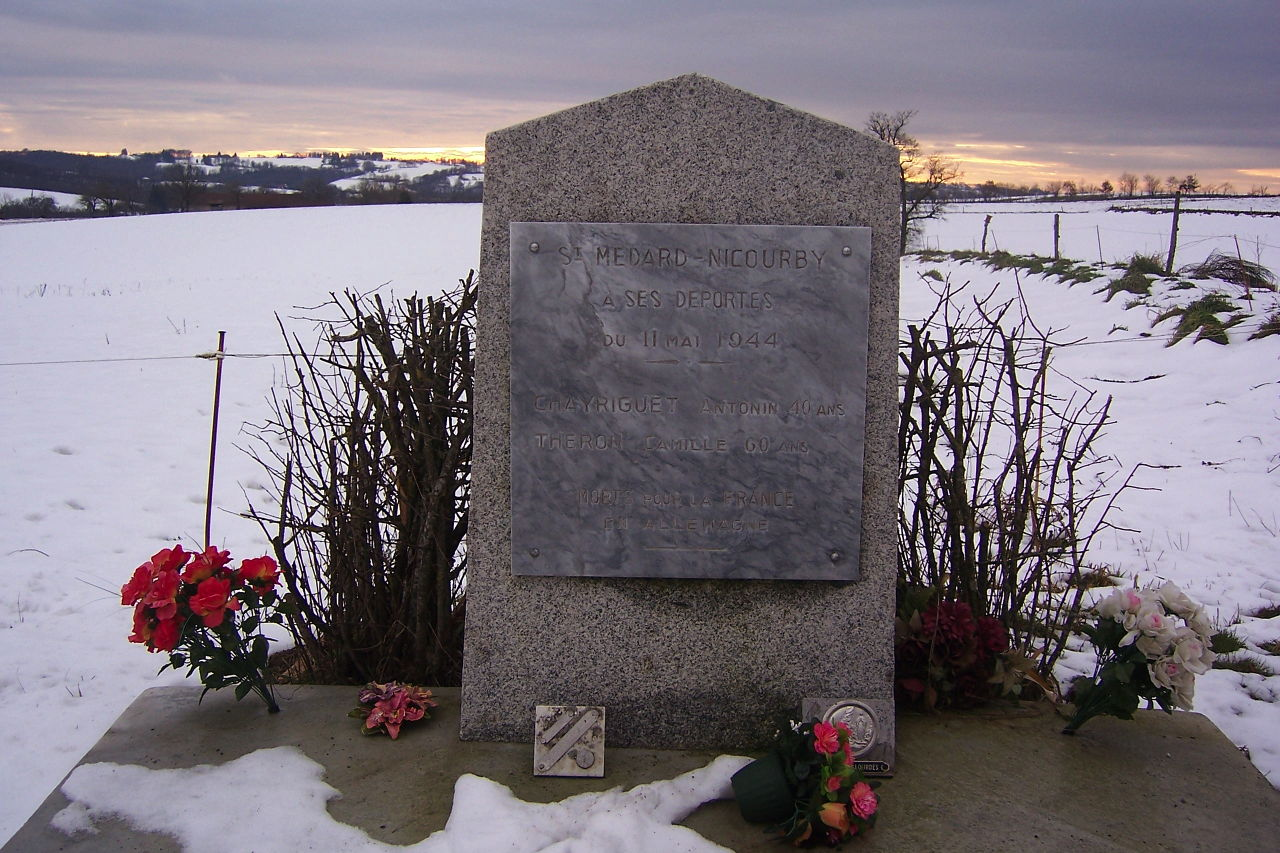
Plaque commémorative de Saint-Médard-Nicourby.

Une autre colonne de la division « Das Reich » atteint Le Bourg. Treize hommes, après violences, sont arrêtés. Le 12 mai 1944 à huit heures, au village de Lacapelle-Marival, tous les hommes de 16 à 60 ans sont regroupés sur la place du village. Soixante-treize sont arrêtés et acheminés avec tous les autres prisonniers vers Cahors où ils sont enfermés pour la nuit dans les caves à charbon du lycée Clément Marot. Ils sont amenés à la caserne de Montauban où ils arrivent à 14 h. Pendant quelques jours, ils subiront violences, tortures et exécutions sommaires. À partir du 21 mai, les officiers envoient, au hasard, les prisonniers vers les camps de concentration ou de travail forcé en Allemagne. Certains n'en reviendront pas. Les SS rejoignent Terrou pour y capturer les hommes, mais les habitants, prévenus, se sont cachés dans les forêts. Les soldats pillent les maisons. Ils se rendent ensuite à Saint-Céré où trente-sept personnes sont enfermées dans un autobus, puis conduites et emprisonnées à Maurs.
Le 12 mai 1944, les SS encerclent la ville de Figeac. Quatre cent quarante-huit habitants sont rassemblés dans la cour de la gendarmerie ou détenus à l'hôtel Tillet, place des Carmes — devenue depuis Place du 12-mai-1944. Ils sont regroupés avec d'autres prisonniers et ce sont plus de 800 personnes qui sont conduites à la caserne des Dragons de Montauban. Certaines sont torturées, d'autres sont fusillées, 540 sont déportées à Neuengamme et à Dachau. Un grand nombre est aussi envoyé au travail forcé en Allemagne. Le même jour, des soldats tuent et pillent dans deux villages des environs : Lunan et Saint-Félix.

### 21 mai 1944 à Lacapelle-Biron
Le 21 mai 1944 à l'aube, des éléments de la division « Das Reich » bloquent les accès du village de Lacapelle-Biron puis contraignent le maire à fournir la liste de tous les habitants et à faire appeler tous les hommes sur la place du village. Toutes les maisons sont alors fouillées, d'après les questions posées par les soldats, à la recherche de résistants, de Juifs et d'armes.
Tous les hommes sont rassemblés sur la place du village et les Allemands y déploient des mitrailleuses pour en assurer la garde.
En fin d'après-midi, les Allemands repartent avec tous les hommes du village âgés de 18 à 60 ans chargés sur des camions, ces quarante-sept hommes seront regroupés avec d'autres hommes raflés aux alentours pour constituer un groupe de 118 prisonniers qui seront déportés dans les camps de concentration de Dachau et Mauthausen.
En souvenir de cette rafle, le Monument Départemental de la Déportation a été érigé sur la place du village. Jean Caminade, un des survivants de la rafle de Lacapelle-Biron, a écrit un ouvrage relatant ses mémoires de déporté.
D'autres rafles et épisodes sanglants ont lieu à Montagnac-sur-Lède, Dévillac, Frayssinet-le-Gélat, Vergt-de-Biron, Salles, Fumel, Monsempron-Libos, le même jour.

### 21 mai 1944 àFrayssinet-le-Gélat
Le 21 mai 1944, vers 17 heures, deux colonnes venant de Villefranche-du-Périgord traversent le village et s'arrêtent sur la route de Cahors. À 18 h 30, une dernière colonne arrivant de Fumel stoppe au cœur du bourg.
Tous les hommes sont rassemblés sur la place du village, les lignes téléphoniques sont coupées. L'instituteur du village propose d'échanger sa personne contre les hommes détenus comme otages. Finalement, trois femmes sont pendues, une autre abattue d'un coup de revolver et onze hommes sont fusillés dont l'instituteur qui a été rajouté aux hommes rassemblés.
D'autres rafles et épisodes sanglants ont lieu à Montagnac-sur-Lède, Dévillac, Lacapelle-Biron, Vergt-de-Biron, Salles, Fumel, Monsempron-Libos, le même jour.

### Début juin 1944: Figeac et Issendolus

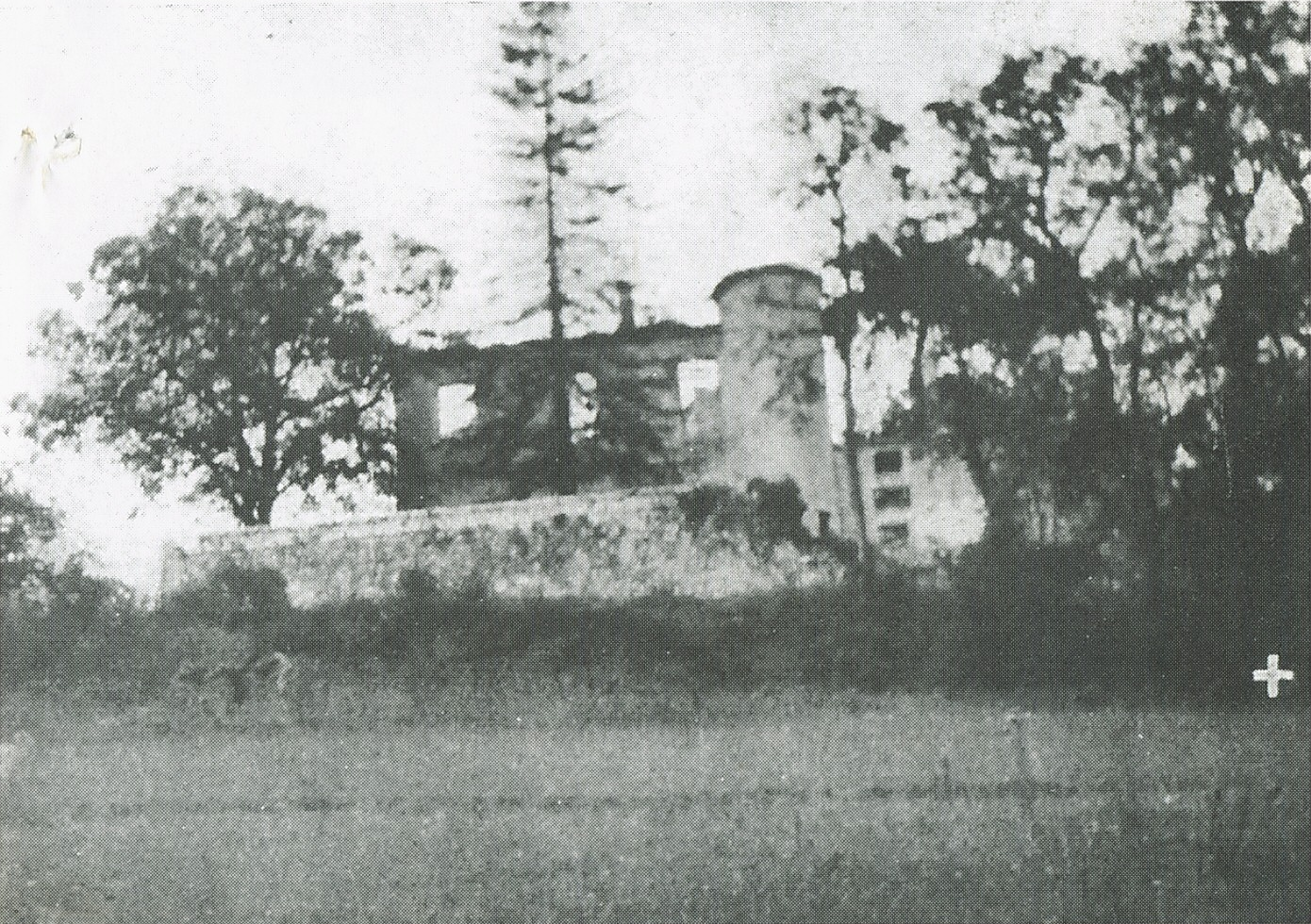
Château en ruines de Laclotte à Castelculier ; la croix à droite désigne l’emplacement où le 7 juin 1944 ont été fusillés un résistant et quatre civils capturés ; le château a ensuite été incendié, ainsi que la ferme de deux des victimes.

Le 1er juin, les résistants sabotent la voie ferrée à Capdenac-Gare. En représailles, les soldats allemands basés à Caylus tuent neuf civils à Limogne-en-Quercy, Cadrieu et Frontenac.
Le 3 juin, le maquis attaque deux voitures allemandes. Les Allemands fusillent alors dix-sept habitants au Cayla, hameau de la commune de Linac, à Viazac et à Bagnac-sur-Célé.
Le 7 juin, les Waffen-SS de la division « Das Reich » stationnés à Valence-d'Agen assistent la Gestapo d'Agen dans une opération contre la résistance française du corps franc Pommiès, au château de Laclotte à Castelculier, puis à Saint-Pierre-de-Clairac.
Le 6 juin, ils abattent un vieillard à Issendolus, puis partent au hameau de Gabaudet où de nombreux volontaires se sont rassemblés dans les granges à la suite de l'annonce du débarquement de Normandie. Quarante-quatre personnes sont massacrées, soixante-dix sont déportées.

### Déplacement vers le front
Le 8 juin 1944, le Generalfeldmarschall Rundstedt, commandant en chef du front de l'Ouest, ordonne à la division « Das Reich » sous le commandement du général Heinz Lammerding, de faire mouvement vers la Normandie, le plus rapidement possible. L’urgence ne paraît cependant pas très grande, puisque l'unité doit rejoindre le front en traversant l’intérieur de la France à partir de la région de Toulouse où elle est stationnée, alors que l’itinéraire par l’ancienne Z.O. et le littoral aurait été à la fois plus court et plus sûr. En effet, la division « Das Reich » a d'abord pour mission d'aider à la lutte contre le terrorisme. Aussi n’a-t-elle pas été retardée ni harcelée au cours d’une marche forcée vers le front et poussée de ce fait aux représailles. Au contraire, elle a pour ordre exprès de combattre les « bandes », ce pourquoi elle fait un détour.
Dans son journal de guerre (KTB/Ob. West, XIII-f Anl. 159 et XIV-f), Rundstedt donne les explications suivantes : « Le développement des bandes dans le Massif central pendant ces derniers jours exige l’emploi immédiat et impitoyable de forces plus importantes. [J'ordonne] de mener des actions de grande envergure contre les bandes dans le Sud de la France avec la plus extrême vigueur et sans ménagement. Le foyer d’agitation qui persiste dans cette région doit être définitivement éteint. Le résultat de l’entreprise est de la plus haute importance pour l’évolution ultérieure de la situation à l’Ouest. Dans ce genre d’opération, un demi-succès ne sert à rien. Il faut écraser les forces de résistance au moyen d’attaques rapides et enveloppantes. Pour le rétablissement de l’ordre et de la sécurité, les mesures les plus énergiques devront être prises afin d’effrayer les habitants de cette région infestée, à qui il faudra faire passer le goût d’accueillir les groupes de résistance et de se laisser gouverner par eux. Cela servira en outre d’avertissement à toute la population. »
D’après OB West Ia Nr. 5135/44 g.Kdos. 1.7.44, T311, R28, F7034111f.le, ce n’est ni la Résistance française ni même la puissance aérienne alliée qui font principalement obstacle au déplacement de la division vers le front, mais le manque de véhicules et de pièces de rechange.
En effet, pour cette raison, une grande partie de la division « Das Reich » (environ 8 300 hommes) doit rester dans le Sud-Ouest jusqu’à fin juin… Les derniers contingents de la division ne sont finalement mis en route vers la Normandie que le 21 juillet. De toute façon, les éléments arrivés en premier le 16 juin sont maintenus en réserve à l'arrière du front et le premier détachement n'est engagé que dix jours après son arrivée, le 26 juin.
En tout cas, le 8 juin, la partie mobile de la division se met en route : les éléments sur roues ou semi-chenillés (bataillon de reconnaissance et régiment mécanisé « Der Führer ») se dirigent vers Brive et sont accrochés par les maquisards à Groléjac, à Rouffillac et surtout à Bretenoux et Cressensac. Selon Max Hastings, les Allemands perdent une quinzaine d'hommes et les Français plus d'une centaine.
Le 9 juin, le bataillon de reconnaissance de la « Das Reich » intervient à Tulle (avec ses SPW half-tracks et ses canons antichars PAK 40, mais sans ses engins blindés de combat) à la suite d'une attaque de la ville par des FTP commandés par Jacques Chapou, alias Kléber puis Louis Godefroy. Comme ceux-ci se sont repliés précipitamment à l'arrivée des Waffen-SS, que neuf soldats de la garnison allemande (8e et 13e compagnies du 95e régiment de sécurité), faits prisonniers, ont été fusillés par le maquis et que d'autres tués porteraient des traces de sévices, le général commandant les troupes allemandes décide de faire pendre en représailles 120 maquisards. Finalement, 99 habitants de Tulle sont pendus et 149 autres sont déportés.
Le même jour, la 15e compagnie du SS-Panzergrenadier-Regiment 4 « Der Führer » effectue une opération de nettoyage à Argenton-sur-Creuse et massacre 67 civils et résistants.
Parallèlement, un détachement est envoyé à Pandrignes, petite commune voisine de Tulle, à la recherche de résistants dénoncés. Après avoir exécuté le maire, Gabriel Dubois (père d'Antoine Dubois), sur le bord de la route, ils incendient la maison de Jean Aubin Pompier, un des principaux cadres de la résistance en Limousin. Sa femme Jeanine et son fils Jacques, alors âgé de huit mois, se retrouvent sans rien.
Un détachement part de Limoges, dirigé par Helmut Kämpfe, pour aider à reprendre Guéret libéré par le maquis de Albert Fossey-François et de Roger Cerclier. Après avoir eu un officier blessé lors d'un accrochage avec le maquis de Montboucher, tous les hommes de Bourganeuf ont été enfermés pour être fusillés dans le garage Truffy. Le maire de Bourganeuf a réussi à les faire libérer une fois l'officier soigné. Près de Janaillat, ils tendent un guet-apens à Combeauvert massacrant des maquisards revenant de Guéret. Au retour, 4 kilomètres avant Saint-Léonard-de-Noblat, en bordure de la RN 141 à Moissannes, des maquisards du sergent Canou appartenant à un bataillon de Georges Guingouin tendent une embuscade et enlèvent Helmut Kämpfe. Depuis 1986, se dresse un monument en forme de menhir, réalisé par l'artiste Jean-Joseph Sanfourche, pour rappeler les faits. C'est en fin d'après midi du 10 juin que l'état major de la Résistance en Haute-Vienne reçoit la proposition des Allemands: la libération de 50 maquisards détenus a la prison de Limoges et une somme de 36000 marks, en échange de la libération de Kämpfe. Des tractations vont sans doute avoir lieu jusqu'au 11 juin puisque que Guingouin est sur le point d'accepter la proposition mais Kämpfe va être abattu quelques jours plus tard en représailles des massacres de Combeauvert et d'Oradour-sur-Glane et non l'inverse comme cela a parfois été écrit dans le but de discréditer Guingouin.

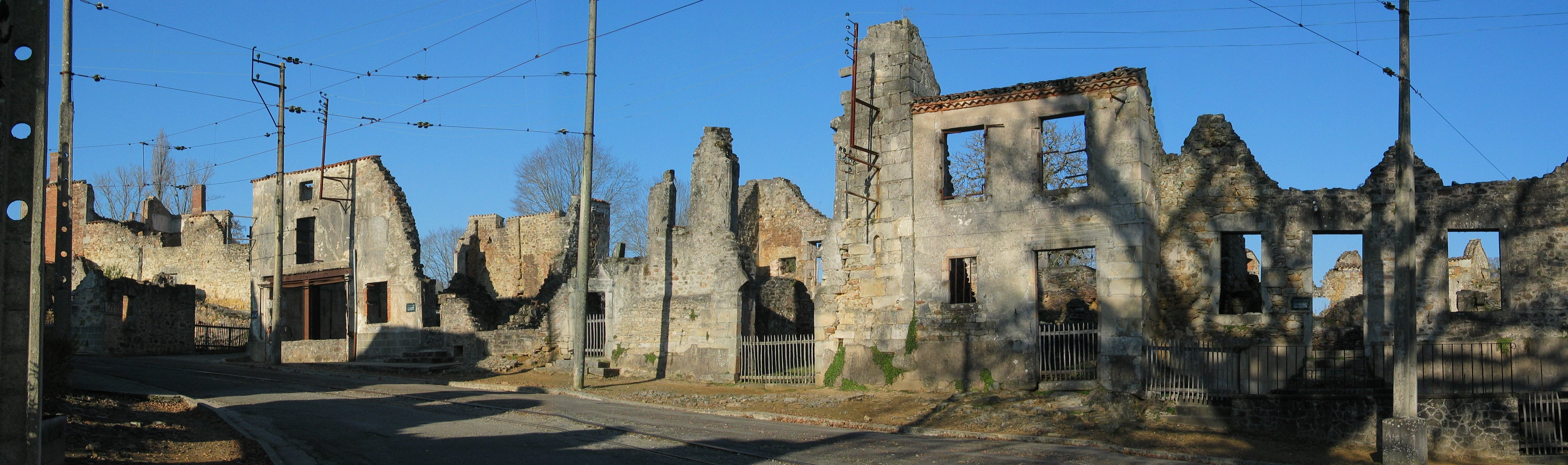
Une rue d'Oradour-sur-Glane.

Le 10 juin, parce qu'ils veulent terminer rapidement leur mission de répression dans la région par un grand coup et par la même occasion se venger de la capture par le maquis du Sturmbannführer Helmut Kämpfe de Saint-Junien. Un autre Sturmbannführer SS Adolf Diekmann, très proche de Kämpfe, organise méthodiquement avec la Gestapo de Limoges dirigée par August Meier et des miliciens, le massacre. Adolf Diekmann et ses hommes massacrent la population et détruisent le village d'Oradour-sur-Glane : 246 femmes, 207 enfants et 190 hommes, soit en tout 643 personnes périssent mitraillées ou brûlées vives,.
Ce même jour, onze otages pris la veille au massacre d'Argenton-sur-Creuse et trois prisonniers sont abattus au Malabre, près de Limoges.
Le 11 juin, conformément à l'ordre reçu, les éléments motorisés de la division « Das Reich » remontent lentement vers le front de Normandie. Les véhicules sur roues empruntent la route alors que les engins chenillés sont déjà partis par le train dès le 9 juin. Tous ces éléments sont quelque peu ralentis par des bombardements alliés ainsi que par des sabotages ferroviaires et des embuscades de la Résistance armée par les Alliés et aidée par des agents du SOE, par des équipes Jedburgh et par des commandos SAS. Suivis jour après jour par les maquisards qui renseignent l'aviation alliée, les véhicules allemands empruntent les petites routes, se terrent le jour pour échapper à l'aviation.
Longtemps occultés des livres d'histoires en France, les tsiganes français ont également été victimes des meurtres de « Das Reich ». Une stèle commémorative existe à Saint-Sixte (Lot-et-Garonne) où ont été abattus 17 tsiganes dont 6 enfants et 2 femmes enceintes, le 23 juin 1944.

## La bataille de Normandie

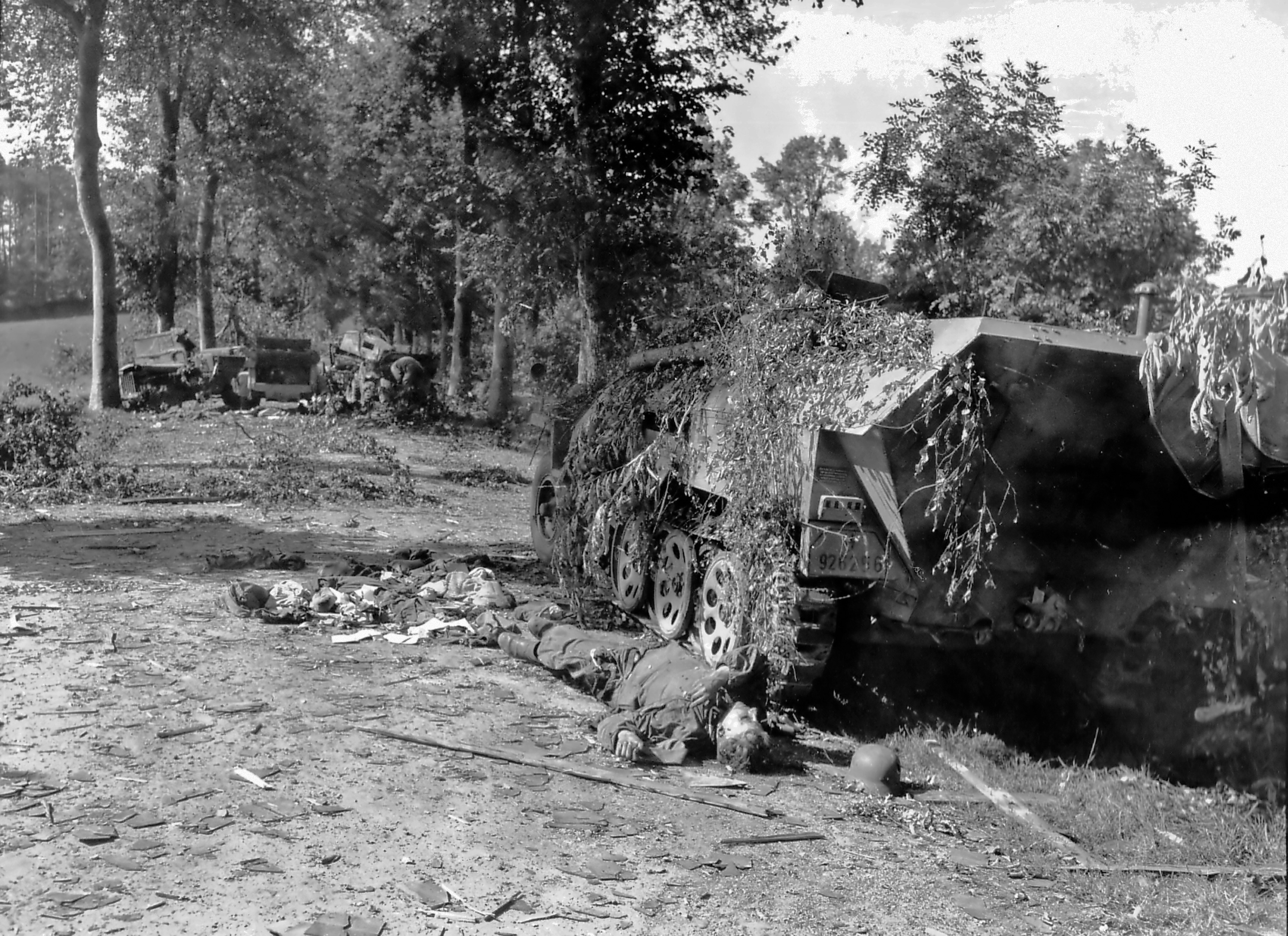
Soldat de la « » mort près de son semi-chenillé Sd.Kfz. 251 en Normandie (12 août 1944).

Lors des opérations en Normandie, le régiment blindé de la division, commandé par l’Obersturmbannführer Tychsen, parti de la région toulousaine, n'arrive au sud de Caen que fin juin. Il est alors équipé de 26 Panzer V « Panther » et 50 Panzer IV. Les 5e et 7e compagnies blindées sont détachées auprès de la 17e division SS « Götz von Berlichingen » le long de la route de Carentan à Périers. Le reste du régiment est posté au sud de Sainteny.
Les 7 et 8 juillet, les 5e et 7e compagnies, qui avaient formé une ligne défensive des Landes à Le Monderie sont attaquées par la 83e division d'infanterie américaine. Le 9 juillet, le long d'une route près du Dézert, une compagnie du 743e bataillon de chars américain à la poursuite de deux Panzer IV tombe dans une embuscade de la 7e compagnie de panzers. En quinze minutes, neuf chars Sherman américains sont détruits et trois autres endommagés et abandonnés. Le jour suivant, le régiment blindé de la division affronte à nouveau les blindés américains près de Sainteny et du château du Bois Grimot. Depuis la zone de Périers, le régiment attaque vers Sainteny au nord-est, se heurtant à la 3e division d'infanterie américaine. Au soir de ces combats, la 2e division SS a détruit 98 chars alliés en huit jours.
Le 12 juillet 1944, à 600 mètres à l'ouest du château d'Auxais, les 3e et 4e compagnies de panzers sont confrontés à des blindés et à l'infanterie américaine, pendant que la 5e compagnie est engagée près de Bois Grimot. La division détruit à nouveau 30 blindés.
Le 23 juillet, l'as de la Panzerwaffe Ernst Barkmann, de la 4e compagnie du SS-Panzer-Regiment 2 « Das Reich », détruit neuf Sherman avec son « Panther » ; jusqu'à la fin du mois, il va en détruire encore quinze en deux jours près de Coutances.
Le 28 juillet, l’Obersturmbannführer Tychsen est tué à Trelly dans son véhicule de commandement au nord-est de Trelly. Le même jour, des éléments de la division encerclent Fougerolles-du-Plessis.
Le 7 août 1944 juste après minuit débute la contre-attaque allemande vers Mortain visant à interdire la percée des blindés américains et de la 2e DB française sous le commandement de la 3e armée américaine du général George Patton (opération Cobra).
La 2e division SS « Das Reich » réussit à reprendre Mortain et à la dépasser vers l'ouest et le sud-ouest vers Saint-Hilaire-du-Harcouët. Mais l'offensive allemande ne peut avancer davantage. Une semaine plus tard, elle est complètement écrasée, notamment par l'action des chasseurs-bombardiers alliés. Au même moment, de nombreuses divisions allemandes sont en voie d'encerclement dans la poche de Falaise. Les 19 et 20 août, des groupes de chars de la division mènent divers combats d'arrière-garde pour permettre à d'autres unités allemandes d'échapper à l'encerclement. En sept semaines de combat en France, le régiment de chars de la division a détruit plus de deux cents blindés alliés, tout en perdant lui-même cent cinq véhicules.
Au cours de leur repli après la bataille de Normandie, des SS de la division « Das Reich » se sont également rendus coupables du massacre de dix-huit personnes à Tourouvre (Orne) et de l'incendie d'une partie de la ville, le 13 août. Deux odonymes locaux (« rue du 13-Août-1944 » et « cours du 13-Août-1944 ») rappellent cet événement.

## Participation à la bataille des Ardennes
Retirée derrière la Seine puis la ligne Siegfried en Allemagne, la division « Das Reich » participe à la bataille des Ardennes dirigée vers Anvers le 16 décembre 1944. Arrivant à 40 km de la Meuse, la division est arrêtée le 25 décembre à Manhay puis lentement écrasée par de violentes contre-attaques alliées.

## La fin
Début 1945, la division « Das Reich » est extraite du dispositif des Ardennes et, après rééquipement, participe à la dernière offensive allemande de la guerre en Hongrie, pour tenter de briser le siège de Budapest par l'Armée rouge. Cette offensive se révèle un échec. Cependant, un 3000e char est détruit par la division près de Székesfehérvár, au nord-est du lac Balaton, où le commandant de la division, Werner Ostendorff, est grièvement blessé le 9 mars (il meurt de ses blessures le 1er mai). La division « Das Reich » se replie successivement sur Dresde, puis vers Prague et enfin Vienne. Une partie de la division parvient à se rendre, à l'ouest, aux Américains en mai 1945. Le reste de la division est capturé par les Soviétiques.

## Décorations
Soixante-neuf croix de chevalier de la croix de fer ont été décernées à des hommes de la division.